# Ядерна вибухівка

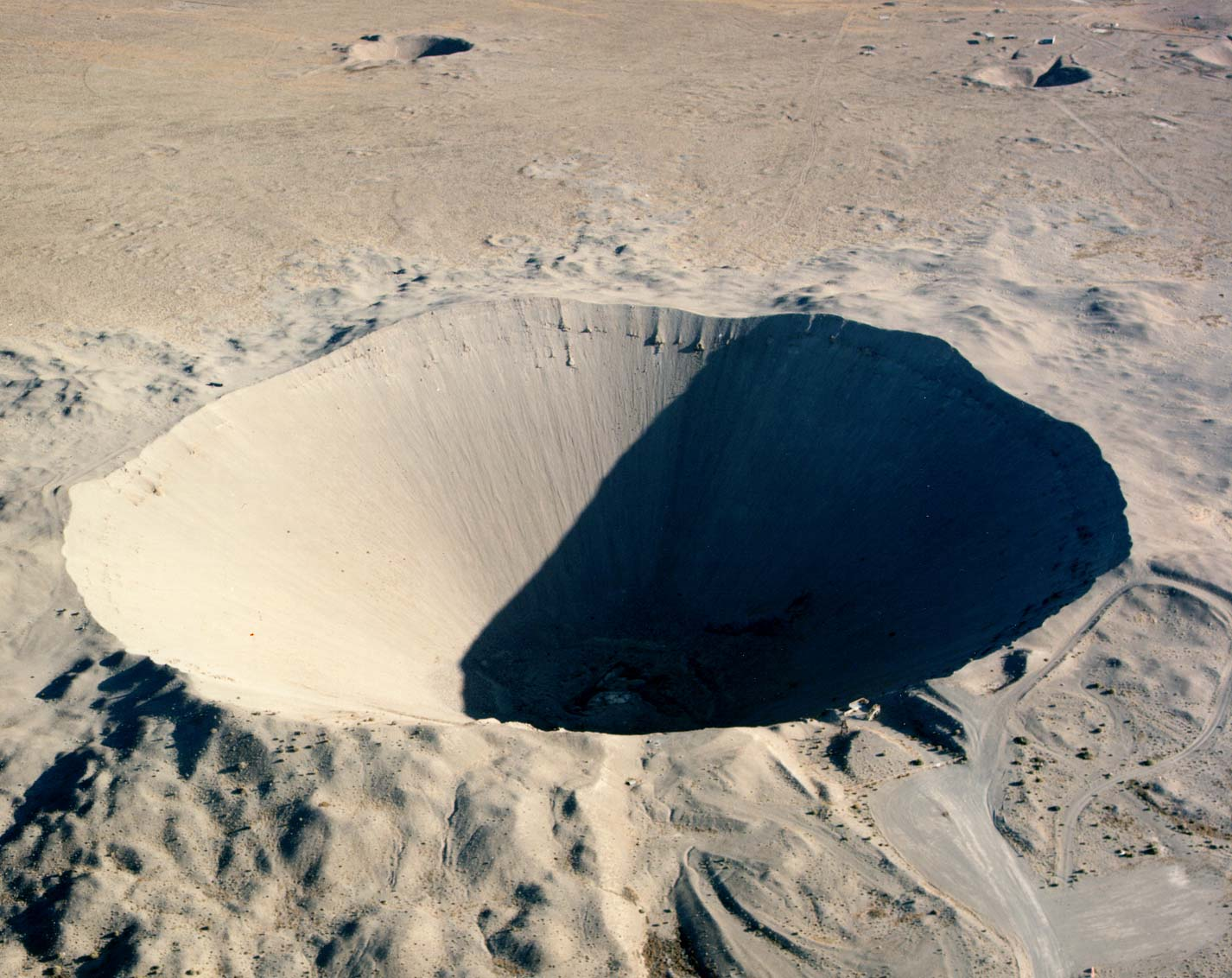
Під час ядерного випробування в Седані 1962 року утворився кратер глибиною 100 м (330 футів) з діаметром близько 390 м (1300 футів) як засіб дослідження можливостей використання мирних ядерних вибухів для великомасштабного землеробства.

Ядерна вибухівка — вибуховий пристрій, який отримує енергію від ядерних реакцій. Майже всі ядерні вибухові пристрої, які були розроблені та виготовлені, є ядерною зброєю, призначеною для ведення війни.
Час від часу пропонуються й інші, невійськові застосування ядерних вибухових речовин. Наприклад, ядерно-імпульсний двигун ⁣ — це двигуна космічного корабля, яка використовує ядерну вибухівку для надання імпульсу космічному кораблю. Подібним застосуванням є пропозиція використовувати ядерну вибухівку для відхилення астероїда. З 1958 по 1965 рік уряд Сполучених Штатів керував проєктом розробки ядерної імпульсної ракети з вибуховою речовиною під назвою «Проєкт Оріон». Це судно, яке так і не було побудоване, мало використовувати повторювані ядерні вибухи для приведення себе в рух і вважалося напрочуд практичним. Вважається, що це можливий проєкт для міжзоряних подорожей.
Ядерну вибухівку колись розглядали для використання у великомасштабних розкопках. Ядерний вибух може бути використаний для створення гавані, або гірського перевалу, або, можливо, великих підземних порожнин для використання як сховище. Вважалося, що підрив ядерної вибухової речовини у багатій на нафту породі може зробити можливим видобуток із родовища, наприклад, канадський проєкт Oilsand. З 1958 по 1973 рік уряд США здійснив 28 ядерних випробувань у рамках проєкту під назвоюоперація «Плеушер». Метою операції було використання мирних ядерних вибухів для переміщення та підйому величезної кількості землі та каміння під час будівельних проєктів, таких як будівництво резервуарів. Радянський Союз провів значно активнішу програму зі 122 ядерних випробувань, деякі з декількома пристроями, між 1965 і 1989 роками під егідою Програми № 7 — Ядерні вибухи для національної економіки.
Оскільки контрольований ядерний синтез виявилося складно використовувати як джерело енергії, альтернативною пропозицією для виробництва енергії термоядерного синтезу стала детонація ядерних вибухових речовин у дуже великих підземних камерах з подальшим використанням тепла, яке поглиналося б розплавленим соляним теплоносієм, що також поглинав би нейтрони. У 1970-х роках проєкт PACER досліджував термоядерну детонацію як джерело енергії.
Недосягнення цілей, а також усвідомлення небезпеки ядерних опадів та іншої залишкової радіоактивності, а також прийняття різноманітних угод, таких як Договір про часткову заборону випробувань і Договір про космос, призвели до припинення більшості цих програм.